# Samantha Eggar
Jaimie Eggar (Hampstead, 5 de marzo de 1939), cuyo nombre de nacimiento es Jaimie Eggar, es una actriz británica.

## Biografía
Eggar comenzó su carrera de interpretación en el teatro, trabajando en compañías dedicadas a obras de Shakespeare. En 1962, mientras actuaba en Sueño de una noche de verano, la vio un productor de cine que la contrató para su primera película, ambientada en el mundo de los estudiantes. A continuación realizó otras tres películas, hasta que en 1965 adquirió fama internacional con El coleccionista, coprotagonizada por Terence Stamp. En esta película Eggar interpreta a una joven que es secuestrada por un hombre trastornado, joven también, que espera que ella se enamore de él. Por su actuación ganó el premio a la mejor actriz en el Festival de Cannes y fue nominada al Oscar.
Hasta 1971 Eggar hizo otras películas con las que tuvo éxito, especialmente en el mundo anglosajón, y en las que compartía el cartel con actores de la talla de Richard Harris, Rex Harrison y Sean Connery. Sin embargo, a partir de entonces las películas en las que intervino fueron mediocres y pasaron desapercibidas. Tuvo mayor fortuna en la televisión, medio en el que ha trabajado de forma continuada hasta la actualidad, tanto en películas como en series. En este medio tuvo como compañeros de reparto a actores tan famosos como Yul Brynner, con el que hizo la serie El rey y yo, o a Audrey Hepburn. Otra de sus actividades artísticas en la que ha cosechado éxitos ha sido prestar su voz a personajes de películas de animación, como en La leyenda del príncipe valiente. También ha seguido apareciendo esporádicamente en obras teatrales.
Eggar estuvo casada entre 1964 y 1971, año en que se divorció del actor Tom Stern. Tiene dos hijos, el productor Nicolas Stern y la actriz Jenna Stern.

## Filmografía
| Año  | Película                                   | Rol                    | Nota                                                                 | Referencia |
| ---- | ------------------------------------------ | ---------------------- | -------------------------------------------------------------------- | ---------- |
| 1962 | Dr. Crippen                                |                        |                                                                      |            |
| 1962 | The Wild and the Willing                   | Josie                  |                                                                      |            |
| 1963 | Doctor in Distress                         | Delia Mallory          |                                                                      |            |
| 1963 | El Santo                                   | Claire Avery           | Serie de televisión Episodio: "Marcia"                               |            |
| 1964 | Psyche '59                                 | Robin                  |                                                                      |            |
| 1965 | Return from the Ashes                      | Fabienne 'Fabi' Wolf   |                                                                      | [ 2 ]      |
| 1965 | El coleccionista                           | Miranda                |                                                                      | [ 2 ]      |
| 1966 | Walk, Don't Run                            | Christine Easton       |                                                                      |            |
| 1967 | Doctor Dolittle                            | Emma Fairfax           |                                                                      |            |
| 1970 | The Lady in the Car with Glasses and a Gun | Danielle Lang ("Dany") |                                                                      | [ 3 ]      |
| 1970 | The Walking Stick                          | Deborah Dainton        |                                                                      | [ 3 ]      |
| 1970 | The Molly Maguires                         | Miss Mary Raines       |                                                                      | [ 3 ]      |
| 1971 | The Light at the Edge of the World         | Arabella               |                                                                      |            |
| 1972 | The Dead Are Alive                         | Myra Shelton           |                                                                      |            |
| 1973 | A Name for Evil                            | Joanna Blake           |                                                                      |            |
| 1973 | Love Story                                 | Ruth Wilson            | Serie de televisión Episodio: "The Cardboard House"                  |            |
| 1976 | The Seven-Per-Cent Solution                | Mary Morstan Watson    |                                                                      |            |
| 1977 | The Uncanny                                | Edina Hamilton         |                                                                      |            |
| 1977 | Welcome to Blood City                      | Katherine              |                                                                      |            |
| 1977 | Why Shoot the Teacher?                     | Alice Field            |                                                                      |            |
| 1977 | Columbo                                    | Vivian Brandt          | Serie de televisión Episodio: El asesinato más inteligente del mundo |            |
| 1978 | The Greatest Battle                        | Annelise Ackermann     |                                                                      |            |
| 1979 | The Brood                                  | Nola Carveth           |                                                                      | [ 4 ]      |
| 1980 | The Exterminator                           | Megan Stewart          |                                                                      |            |
| 1981 | Demonoid, Messenger of Death               | Jennifer Baines        |                                                                      | [ 5 ]      |
| 1981 | The Hot Touch                              | Samantha O'Brien       |                                                                      |            |
| 1983 | Curtains                                   | Samantha Sherwood      |                                                                      |            |
| 1983 | Hart to Hart                               | Gillian Rawlings       | Serie de televisión                                                  |            |
| 1984 | Murder, She Wrote                          | Marta Quintessa        | Serie de televisión Episodio: Hooray for Homicide                    |            |
| 1984 | Magnum P.I.                                | Laura Bennett          | Serie de televisión Episodio: Fragments                              |            |
| 1990 | Star Trek: La nueva generación             | Marie Picard           | Serie de televisión Episodio: Familia                                |            |
| 1990 | A Ghost in Monte Carlo                     | Jeanne                 |                                                                      |            |
| 1991 | Ragin' Cajun                               | Dr. May                |                                                                      |            |
| 1992 | Round Numbers                              | Anne                   |                                                                      |            |
| 1992 | Dark Horse                                 | Sra. Curtis            |                                                                      |            |
| 1993 | L. A. Law                                  | Camille Bancroft       | Serie de televisión Episodio: "Where There's a Will"                 |            |
| 1994 | Inevitable Grace                           | Britt                  |                                                                      |            |
| 1996 | The Phantom                                | Lily Palmer            |                                                                      |            |
| 1996 | Everything to Gain                         | Diana Keswick          |                                                                      |            |
| 1997 | Hércules                                   | Hera                   | Actriz de voz                                                        |            |
| 1999 | The Astronaut's Wife                       | Dra. Patraba           |                                                                      |            |
| 2005 | Commander in Chief                         | Sara Templeton         |                                                                      |            |
| 2012 | Metalocalypse                              | Whale                  | Serie de televisión Actriz de voz                                    |            |

## Premios y distinciones
Oscar
| Año  | Categoría               | Película         | Resultado |
| ---- | ----------------------- | ---------------- | --------- |
| 1966 | Oscar a la mejor actriz | El coleccionista | Nominada  |

Premios Globo de Oro
| Año  | Categoría                                | Película         | Resultado |
| ---- | ---------------------------------------- | ---------------- | --------- |
| 1965 | Globo de oro a la mejor actriz dramática | El coleccionista | Ganadora  |

Festival Internacional de Cine de Cannes
| Año  | Categoría    | Película         | Resultado |
| ---- | ------------ | ---------------- | --------- |
| 1965 | Mejor actriz | El coleccionista | Ganador   |